# Vilijam Vikri
Vilijam Spencer Vikri (21. jun 1914 – 11. oktobar 1996) bio je kanadski profesor ekonomije i nobelovac. Vikri je nagrađen Nobelovom memorijalnom nagradom za ekonomske nauke sa Džejmsom Merlizom 1996. godine za njihova istraživanja ekonomske teorije podsticaja u okruženju asimetričnih informacija, postajući jedini nobelovac koji je rođen u Britanskoj Kolumbiji.
Najava njegove Nobelove nagrade objavljena je samo tri dana pre njegove smrti. Vikri je umro dok je putovao na konferenciju džordžističkih akademika čijem osnivanju je pomagao i koju nikada nije propustio tokom 20 godina. Njegov kolega sa odeljenja za ekonomiju Kolumbija univerziteta C. Lovel Haris prihvatio je posmrtnu nagradu u njegovo ime. Postoje samo tri slučaja u kojima je Nobelova nagrada uručena posmrtno.

## Rane godine
Vikri je rođen u Viktoriji u Britanskoj Kolumbiji, a pohađao je srednju školu Filipsova akademija u Andoveru u Masačusetsu. Nakon što je diplomirao matematiku na Jejl univerzitetu 1935. godine, on je magistrirao 1937. i doktorirao 1948. godine na Kolumbija univerzitetu, gde je ostao tokom većeg dela svoje karijere.

## Karijera
Vikri je bio prvi koji je koristio alate teorije igara da bi objasnio dinamiku aukcija. U svom seminalnom radu, Vikri je izveo nekoliko aukcijskih ravnoteža i pružio rani rezultat ekvivalencije prihoda. Teorema ekvivalencije prihoda i dalje je središte moderne teorije aukcija. Vikrijeva aukcija je nazvana po njemu.
Vikri je radio na određivanju cena zagušenja, smatrajući da ceste i druge usluge treba naplaćivati tako da korisnici vide troškove koji proizlaze iz usluge koja se u potpunosti koristi kada još uvek postoji potražnja. Cene zagušenja daju signal korisnicima da prilagode svoje ponašanje ili investitorima da prošire opseg usluga kako bi se uklonilo ograničenje. Teorija je kasnije delimično sprovedena u delo u Londonu.
U ekonomiji javnog sektora, Vikri je proširio džordžistički pristup određivanju marginalnih troškova Harolda Hotelinga i pokazao da se javne dobra trebaju pružiti po marginalnim troškovima, i da izdatke za kapitalna ulaganja treba finansirati porezom na vrednost zemljišta. Vikri je pisao da bi zamena poreza na proizvodnju i rad („uključujući imovinski porez na poboljšanja”) naplatama za držanje vrednih zemljišnih poseda „značajno poboljšala ekonomsku efikasnost nadležnih organa”. Vikri je dalje tvrdio da porez na vrednost zemljišta nema negativne efekte, i da bi zamena postojećih poreza na taj način u dovoljnoj meri povećala domaću produktivnost da bi cene zemljišta porasle umesto da padaju. On je takođe izneo etički argument za džordžističko prikupljanje vrednosti, napominjući da vlasnici vrednih lokacija i dalje uzimaju (isključuju druge forme) lokalna javna dobra, čak i ako odluče da ih ne koriste, te bez poreza na vrednost zemljišta, korisnici zemljišta moraju dva puta da plate te javne usluge (jednom u porezu vladi i jednom u najmu vlasnicima zemljišta).
Na Vikrijevu ekonomsku filozofiju uticali su Džon Mejnard Kejns i Henri Džordž. On je bio oštro kritičan prema Čikaškoj ekonomskoj školi i glasno se suprotstavljao političkoj usredsređenosti na postizanje uravnoteženih budžeta i borbu protiv inflacije, posebno u vreme velike nezaposlenosti. Radeći pod generalom Makarturom, Vikri je pomogao u provođenju radikalne zemljišne reforme u Japanu.
Vikri je imao mnoštvo diplomiranih studenata i protežea na Kolumbija univerzitetu, uključujući ekonomiste Žaka Dreza, Harvija Dž. Levina, i Lin Terdžen.

## Lični život
Vikri je oženio Sesil Tompson 1951. godine. On je bio kveker i član skarsdejlskog Sastajališta prijatelja. On je umro u Harisonu u Njujorku od zakazivanja srca 1996. godine.

## Izabrani radovi
- „Counterspeculation, Auctions, and Competitive Sealed Tenders”. Journal of Finance.,  1961. The paper originated auction theory, a subfield of game theory.
- „Fifteen Fatal Fallacies of Financial Fundamentalism: A Disquisition on Demand Side Economics”. 5. 10. 1996.
- Arrow, Kenneth Joseph; Arnott, Richard J.; Atkinson, Anthony A.; Drèze, Jacques (1997). Public Economics: Selected Papers by William Vickrey. Cambridge, UK: Cambridge University Press. ISBN 978-0-521-59763-0.
- Warner, Aaron W.; Forstater, Mathew; Rosen, Sumner M. (2000). Commitment to Full Employment: The Economics and Social Policy of William S. Vickrey. Armonk, N.Y: M.E. Sharpe. ISBN 978-0-7656-0633-4.
- Pavlina R. Tcherneva; Forstater, Mathew (2004). Full Employment and Price Stability: The Macroeconomic Vision of William S. Vickrey. Edward Elgar Publishing. ISBN 978-1-84376-409-0.

## Literatura
- Arnott, Richard (oktobar 1997). „William Vickrey; Contributions to Public Policy” (PDF).
- A 2006 World Bank report on Water, Electricity, and the effect of utility subsidies on the poor
- Insight into the historic performance of the Reserve Capacity Mechanism – Independent Market Operator of Western Australia Reserve Capacity Mechanism Review Report
- The EU energy sector inquiry that shows up current impediments for competition in the electricity industry in Europe The EU energy sector inquiry – final report 10 January 2007
- Article by Severin Borenstein on the. „Trouble with Electricity Markets” (PDF). Архивирано из оригинала (PDF) 14. 02. 2022. г. Приступљено 13. 06. 2020.
- David Cay Johnston, "Competitive Era Fails to Shrink Electric Bills", NYT October 15, 2006
- Lewis Evans, Richard B Meade, "Alternating Currents or Counter-Revolution? Contemporary Electricity Reform in New Zealand", Victoria University Press, 2006.
- Freedom Energy Logistics
- Czech electricity market overview – Year report on the electricity market (technical report) and Expected balance report Annual Report
- EDW Technology – Energy Wholesale Market Review
- Report of the European Energy Market Prices for the month of June 2016
- List of Power and Energy exchanges worldwide
- Vijay Krishna (2002). Auction Theory. Academic Press. ISBN 978-0-12-426297-3.. Academic Press,
- Peter Cramton, Yoav Shoham, Richard Steinberg, ур. (2006). Combinatorial Auctions. MIT Press. ISBN 0-262-03342-9., Chapter 1.
- Paul Milgrom (2004). Putting Auction Theory to Work. Cambridge University Press.,
- Teck Ho, "Consumption and Production" UC Berkeley, Haas Class of 2010.
- Richards, Martin G. (2006). Congestion Charging in London: The Policy and the Politics. Palgrave Macmillan, Basingstoke, Hampshire. ISBN 978-1-4039-3240-2.
- Button, Kenneth J. (2010). Transport Economics 3rd Edition. Edward Elgar Publishing, Cheltenham, UK. ISBN 978-1-84064-191-2.
- Santos, Georgina (editor) (2004). Road Pricing, Volume 9: Theory and Evidence (Research in Transportation Economics). JAI Press. ISBN 978-0762309689.
- Schade, Jens; Schlag, Bernhard (editors) (2003). Acceptability of Transport Pricing Strategies. Emerald Group Publishing, Bingley, West Yorkshire. ISBN 978-0080441993.
- Small, Kenneth A.; Verhoef, Erik T. (2007). The Economics of Urban Transportation. Routledge, New York. ISBN 978-0-415-28515-5.
- Smeed, R.J. (1964). Road pricing: the economic and technical possibilities. HMSO.
- Tsekeris, Theodore; Voß, Stefan (2009). „Design and evaluation of road pricing: State-of-the-art and methodological advances”. Netnomics. 10: 5—52. doi:10.1007/s11066-008-9024-z.
- Verhoef, Erik T.; Bliemer, Michiel; Steg, Linda; Van Wee, Bert (editors) (2008). Pricing in Road Transport: A Multi-Disciplinary Perspective. Edward Elgar Publishing, Cheltenham, UK. ISBN 978-1845428600.
- Walters, A. A. (1968). The Economics of Road User Charges. World Bank Staff Occasional Papers Number Five, Washington, D.C. ISBN 978-0-8018-0653-7.

## Dodatna literatura
- William S. Vickrey (1914–1996). The Concise Encyclopedia of Economics. Library of Economics and Liberty (2nd изд.). Liberty Fund. 2008.

## Spoljašnje veze
- „William Vickrey”. JSTOR.